# Vladímir Sujomlínov
Vladímir Alejándrovich Sujomlínov (en ruso: Влади́мир Алекса́ндрович Сухомли́нов; 16 de agosto de 1848-1926) fue un general ruso que desempeñó el cargo de ministro de Guerra al comienzo de la Primera Guerra Mundial.

## Orígenes y carrera militar
Nació en la provincia de Kovno el 16 de agosto de 1848.
Emprendió la carrera militar ingresando en la escuela de cadetes de Vilna. Pasó luego al I Cuerpo de Cadetes y a la Escuela de Caballería de Nicolás de San Petersburgo. Sirvió luego en una unidad de ulanos en Varsovia.
Se graduó con honores de la Academia del Estado Mayor en 1874. Sirvió luego con distinción en la guerra ruso-turca de 1877-1878, como oficial del Estado Mayor, contienda en la que se le concedió la Orden de San Jorge. Mandó el 6.º Regimiento de Dragones, acuartelado en Suwałki, de 1884 a 1886. Seguidamente pasó a dirigir la Escuela de Caballería de Nicolás, puesto que desempeñó doce años (1886-1898) y en el que coadyuvó notablemente a la modernización de esta arma junto con su futuro gran rival, el gran duque Nicolás Nikoláyevich. Ascendió a general en 1890.
Su siguiente puesto fue el de general de la 10.ª División de Caballería, destinada en Járkov. Pasó luego a ser el jefe del Estado Mayor de distrito militar de Kiev en 1900, subordinado al general Mijaíl Dragomírov, al que más tarde sustituyó en el cargo (otoño de 1904). Fue además gobernador general de la región entre 1905 y 1908. Fue jefe del Estado Mayor de Alekséi Kuropatkin en las grandes maniobras que se llevaron a cabo en Kursk en 1902, que le dieron a este gran prestigio.
Fue brevemente jefe del Estado Mayor antes de ser nombrado ministro de Guerra, a partir de noviembre de 1908. En 1905 se opuso a la creación del Consejo de Defensa del Estado, encargado de las tareas de defensa y que presidió el gran duque Nicolás.

## Ministro
Asumió la dirección del Ministerio de Guerra en marzo de 1909. El Ejército ruso se modernizó notablemente durante el periodo en el que estuvo al frente de la cartera de Guerra, aunque no por su iniciativa personal. Se trazó un nuevo plan de movilización, se integraron algunos servicios (zapadores, artillería, ametralladoras) en las unidades y se actualizó la instrucción de la infantería y la artillería. Logró que zar devolviese el mando militar a su ministerio en 1909 merced a su hostilidad a la Duma y su sometimiento al soberano. Nicolás II le encargó que defendiese las prerrogativas imperiales en asuntos militares de lo que consideraba intromisiones de la Duma, el Gobierno y la familia imperial.
Fue destituido del cargo por el zar el 24 de junio de 1915. Fue detenido a finales de 1916, acusado de delitos económicos, de ser responsable de la falta de munición que aquejó al ejército en 1914-1915 y de espiar para el enemigo, pero luego liberado mientras se recogían pruebas para su juicio. Detenido nuevamente tras la Revolución de Febrero, fue juzgado por traición durante la Primera Guerra Mundial en agosto y septiembre de 1917. Fue condenado a cadena perpetua a trabajos forzados, pero el Gobierno soviético lo puso en libertad el 14 de mayo de 1918.

## Exilio
Huyó a Finlandia en septiembre de 1918, desde donde pasó a Alemania; allí escribió en 1924 sus "Memorias" dedicadas al depuesto káiser Guillermo II de Alemania. Vivió en Berlín sumido en gran pobreza, y allí murió en febrero de 1926.